# Nagrobek rodziny Kosów

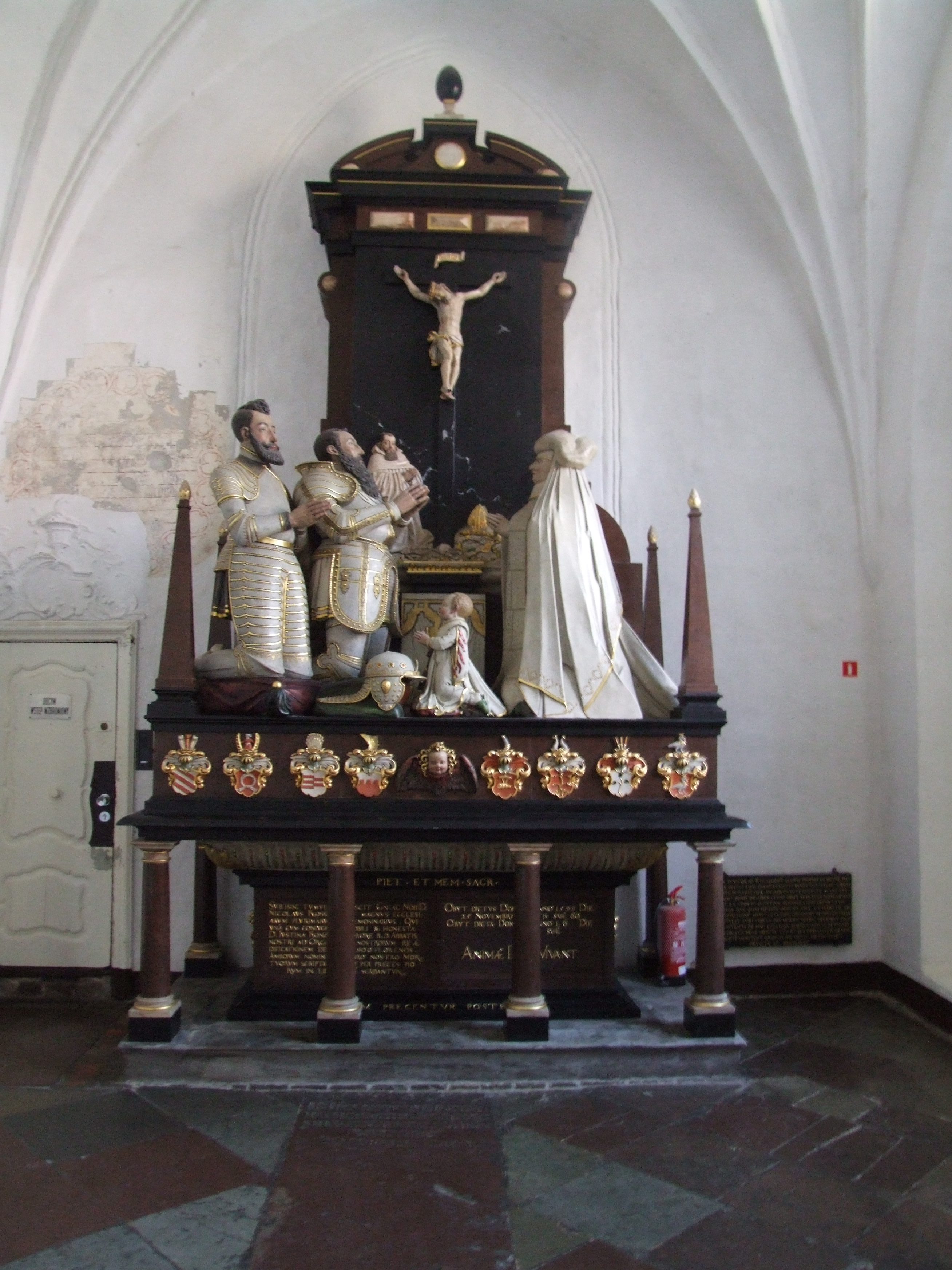
Nagrobek rodziny Kosów

Nagrobek rodziny Kosów w katedrze w Oliwie – najstarszy na Pomorzu nagrobek rodziny Kosów z lat 1599–1600. Przypisywany jest twórcy manierystycznemu Wilhelmowi van den Blocke.

## Historia
Nagrobek zamówiła u architekta Willema van den Blocka Justyna Kos (córka Feliksa Konarskiego, siostra opata oliwskiego Dawida). Do 1831 roku stał w nawie głównej. Przeniesiono go do nawy północnej, aby zrobić miejsce na ławki dla wiernych po tym, jak kościół stał się siedzibą parafii. 

## Opis
Wykonany jest z marmuru, piaskowca i alabastru. Wąski cokół dźwiga szerszą od siebie prostokątną płytę, na której klęczą ściśnięte między czterema obeliskami pełnoplastyczne, naturalnej wielkości postaci zmarłych. Przy ścianie powyżej płyty wznosi się cofnięta struktura zwieńczona belkowaniem, którego naczółek  wieńczy szyszka. Środkowe pole tworzy tło dużego krucyfiksu, pod którym klęczy zakonnik.  
Postaci zmarłych to małżeństwo: Mikołaj Kos (ok. 1539–1599) i Justyna, wraz z dwoma synami – starszym Andrzejem (ok. 1580–1618) w zbroi i młodszym Janem, który zmarł przedwcześnie w wieku dziecięcym. Zakonnik u stóp krucyfiksu to trzeci syn, Feliks, opat pelpliński. Czoło płyty zdobi fryz z ośmioma herbami.  
Jest wielce prawdopodobne, że w pierwotnej formie nagrobek wyglądał inaczej. Świadczy o tym nienaturalne stłoczenie figur na zbyt małej powierzchni płyty. Postać zakonnika Feliksa u stóp krucyfiksu jest prawdopodobnie elementem pochodzącym z dawniejszego epitafium Feliksa Kosa. Wiadomo, że w XIX wieku nagrobek był przenoszony z nawy głównej do nawy północnej. Możliwe, że wtedy pierwotny koncept dzieła został zmodyfikowany. 
Za autorstwem Willema van den Blocke przemawia charakter plastyki figuralnej i jej kompozycja. Za cechy charakterystyczne należy uznać statykę brył wyróżniającą się wyjątkową równowagą jak i wykończenie detali. Warto porównać przedstawienie Mikołaja Kosa z wcześniejszym pomnikiem nagrobnym Jana III Wazy. 
Formę nagrobka tłumaczy się ambicjami rodziny Kosów, drugiej na Pomorzu rodzinie szlacheckiej po Konarskich. Kompozycja, która miała swoją ugruntowaną tradycję w zachodniej i północnej Europie, była nowością na terenach Polski. Jako jeden z przykładów takich kompozycji posłużyć może epitafium z Bredy autorstwa Cornelisa Florisa.